# William Anders
William Alison Anders (Hong Kong, 17 ottobre 1933 – Oceano Pacifico, 7 giugno 2024) è stato un astronauta, generale e funzionario statunitense.
Pilota del modulo lunare durante la spedizione Apollo 8, assieme al suo equipaggio fu uno dei primi tre uomini a uscire dalla gravità terrestre. Durante una delle orbite della missione, Anders scattò la celebre fotografia Earthrise, tra le più importanti foto della storia dell'astronautica.

## Biografia

### Inizio della carriera
Anders frequentò la scuola dell'obbligo a Denver in Colorado. In seguito studiò presso l'accademia della marina militare americana, la United States Naval Academy, ad Annapolis nel Maryland. Terminati gli studi nel 1955 ottenendo il titolo di Bachelor of science, passò all'aeronautica militare prestando servizio in una squadra di piloti per aerei caccia. Tale squadra fu appositamente addestrata ad essere in grado di pilotare gli aerei in qualsiasi condizione meteorologica. Ottenne un secondo titolo universitario nel 1962, il Master of science in fisica e tecnica nucleare presso l'Air Force Institute of Technology della Wright-Patterson Air Force Base in Ohio.
Presso un apposito laboratorio per l'evoluzione di armi, sito nel Nuovo Messico, collaborò alla ricerca di possibilità tecniche per la protezione da radiazione derivante da attacchi nucleari.

## Passaggio alla NASA

### Assunzione e preparazione
Anders, ormai capitano dell'aeronautica militare, si candidò alla NASA e venne assunto come uno dei 14 astronauti del terzo gruppo scelto dalla stessa. Venne presentato al pubblico il 18 ottobre 1963.
L'addestramento iniziò in febbraio del 1964. Come incarico speciale gli venne assegnato la dosimetria, partecipazione alla ricerca relativa ai sistemi di sopravvivenza e di calcolo degli effetti della radiazione.
Fu uno dei primi astronauti a pilotare il Lunar Landing Training Vehicle (LLTV), veicolo appositamente costruito per esercitare l'allunaggio.

### Gemini
Il suo primo incarico per il programma Gemini avvenne il 19 marzo 1966 con la nomina a pilota dell'equipaggio di riserva per la missione Gemini 11 programmata per settembre dello stesso anno.
Durante la missione Gemini 12, nel novembre del 1966, collaborò nel ruolo di radiofonista di contatto con la capsula - (Capcom). Il programma Gemini terminò prima che potesse volare nello spazio.

### Apollo
Anders dovette dunque aspettare l'evoluzione del programma Apollo per sperare in una missione nello spazio. All'atto dell'annuncio dei primi equipaggi per questo programma, Anders venne assegnato alla cosiddetta missione E. Questa missione venne programmata per portare e testare il modulo lunare in un'orbita alta intorno alla Terra. Anders venne incaricato ad essere il pilota del predetto modulo lunare.
La costruzione del modulo lunare fu però ritardata e pertanto la NASA fu costretta a cancellare la missione. L'equipaggio, composto oltre ad Anders dal comandante Frank Borman e dal pilota del modulo di comando James A. Lovell, venne incaricato di effettuare una missione Apollo verso la Luna, missione inserita tra le missioni C e D e in seguito chiamata Apollo 8. Il primo volo con il modulo lunare venne dunque programmato per la missione di Apollo 9, pertanto l'allenamento specifico di Anders per pilotare il modulo lunare non poté essere messo in pratica.

### Apollo 8
Il 22 dicembre 1966, Anders fu assegnato alla terza missione Apollo, comandata da Frank Borman, con il pilota del modulo di comando (CMP) Michael Collins; Neil Armstrong, Jim Lovell e Buzz Aldrin furono assegnati come squadra di riserva l'anno successivo. Collins fu sostituito da Lovell nel luglio 1968, dopo aver subito un'ernia del disco cervicale che richiese un intervento chirurgico. La missione, prevista per dicembre 1968, avrebbe dovuto essere un secondo test del modulo lunare (LM) in orbita terrestre media, ma la consegna del LM risultò in ritardo sulla tabella di marcia, e quando arrivò al Kennedy Space Center (KSC) nel giugno 1968, furono scoperti più di cento difetti significativi, vanificando le prospettive che potesse essere pronto per il volo nel 1968. Nell'agosto 1968, ci furono rapporti, incluso uno dalla CIA, secondo cui l'Unione Sovietica stesse pianificando una missione circumlunare con equipaggio prima della fine dell'anno.
Anche se il LM non sarebbe stato pronto a volare nel dicembre 1968, il modulo di comando e servizio Apollo (CSM) lo sarebbe stato, quindi sarebbe stata possibile effettuare una missione esclusivamente CSM. Potrebbe essere inviato sulla Luna, entrando nell'orbita lunare prima di tornare sulla Terra. Slayton chiese a James McDivitt, il comandante designato della seconda missione, se volesse ancora pilotarlo. McDivitt rifiutò; il suo equipaggio aveva trascorso molto tempo preparandosi a testare il LM, ed era quello che voleva ancora fare. Quando a Borman venne posta la stessa domanda, rispose "sì" senza alcuna esitazione. Slayton decise quindi di scambiare gli equipaggi e la navicella spaziale, così la missione di Borman, Lovell e Anders, divenne l'Apollo 8. Anders fu meno entusiasta di essere il pilota del modulo lunare di una missione senza modulo lunare.
Secondo Borman:
Il 21 dicembre 1968 venne dunque effettuato il lancio di Apollo 8 con a bordo Borman, Lovell e Anders; per lui fu il primo e unico volo nello spazio. Si trattò inoltre del primo lancio di un equipaggio mediante il razzo Saturn V e del primo volo nello spazio durante il quale l'equipaggio oltrepassava completamente la zona della forza di gravità della Terra.

### Earthrise

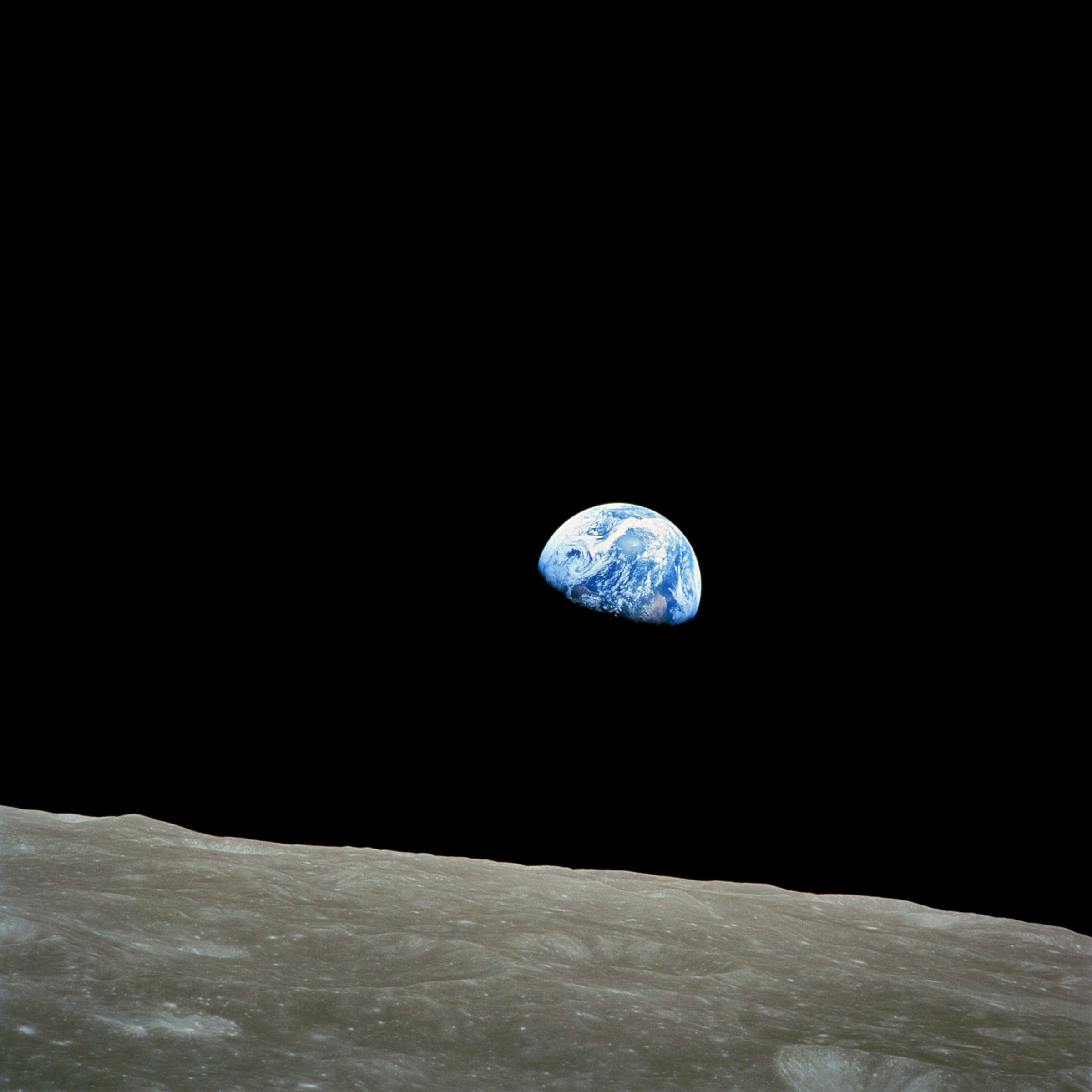
Earthrise, foto fatta da Anders il 24 dicembre 1968

Nel dicembre 1968, Anders volò nella missione Apollo 8, la prima missione in cui gli esseri umani viaggiarono oltre l'orbita terrestre bassa, e il primo volo con equipaggio a raggiungere e orbitare attorno alla Luna. Quando la navicella spaziale uscì da dietro la Luna per il suo quarto passaggio sul fronte, l'equipaggio fu testimone di un "Earthrise" per la prima volta nella storia umana. Il Lunar Orbiter 1 della NASA aveva scattato la prima immagine del sorgere della Terra dalle vicinanze della Luna, il 23 agosto 1966.

Anders vide la Terra emergere da dietro l'orizzonte lunare e chiamò emozionato gli altri, scattando una foto in bianco e nero. Anders chiese a Lovell una pellicola a colori e poi riprese Earthrise, che in seguito fu scelta dalla rivista Life come una delle cento foto del secolo. Anders affermò che la fotografia di Earthrise "ha davvero minato le mie convinzioni religiose. L'idea che le cose ruotino attorno al papa e lassù ci sia un grande supercomputer che si chiede se Billy fosse un bravo ragazzo ieri? Non ha alcun senso... Sono diventato un grande amico di Richard Dawkins". Secondo Anders: 

Sulla conservazione del pianeta, disse: 
La notte di Natale venne trasmessa la prima diretta da una capsula Apollo che ormai si trovava nell'orbita intorno alla Luna. Durante questa diretta, gli astronauti Borman, Lovell e Anders lessero i primi versi del libro della Genesi dalla Bibbia.
Il modulo di comando dell'Apollo 8 ammarò nell'Oceano Pacifico il 27 dicembre dopo un volo durato 147 ore e 42 secondi e un viaggio di 933.419 chilometri. Atterrò a soli 3,7 chilometri (2 miglia nautiche) dalla nave di recupero, la portaerei USS  Yorktown. A causa della dilatazione del tempo, era invecchiato circa 300 microsecondi in meno rispetto alle persone sulla Terra.
Al rientro dalla missione, Anders venne immediatamente nominato a far parte dell'equipaggio di riserva per la missione di Apollo 11. Il suo incarico fu quello di sostituire eventualmente il pilota del modulo di comando, Michael Collins, incaricato di questa missione. Durante la storica missione collaborò nuovamente nel ruolo di radiofonista di contatto con la capsula dal centro di controllo di Houston.

### Dopo la NASA
Anders lasciò la NASA il 1º agosto 1969. Si congedò anche dall'aeronautica militare con il grado di maggior generale. Già prima del suo ritiro dall'attività di astronauta, nel giugno del 1969 fu nominato dal presidente Nixon a far parte di un collegio di consulenza incaricato di sviluppare moduli per la ricerca, lo sviluppo, la programmazione e l'esecuzione di sistemi aerei e per il volo nello spazio.
Il 6 agosto 1973 Anders venne nominato a far parte della commissione per l'energia atomica, composta da cinque membri; gli venne assegnato l'incarico di responsabile per l'energia nucleare e non nucleare. Contemporaneamente fu presidente di un programma americano-sovietico per il trasferimento tecnologico nucleare.
In fase di riorganizzazione, la commissione per l'energia atomica venne sciolta nel 1975 e sostituita da un ente di governo responsabile per tecnica nucleare. Quest'ente fu responsabile per la sicurezza nucleare e per questioni di salvaguardia dell'impatto ambientale. Anders ne divenne il primo presidente.
Nel 1976 assunse l'incarico di console americano in Norvegia.
Dopo 26 anni di servizio per lo Stato, Anders passò all'industria nel settembre del 1977, diventando direttore del reparto di prodotti nucleare della General Electric Company in San Jose, California. All'inizio dell'anno 1980 passò nuovamente al campo dell'aviazione, sempre nella stessa ditta, trasferendosi comunque ad Utica.
Anders lasciò la General Electric nel 1984 per passare alla Textron, dove diresse il settore aereo e di volo nello spazio. Nel 1990 passò alla General Dynamics Corporation, dove rimase prima di ritirarsi dal lavoro nel 1994.

### Ultimi anni e morte
In pensione, Anders comprò una casa ad Anacortes, Washington, che si affaccia su Puget Sound e Burrows Island. Dopo aver realizzato che non gli piacevano gli inverni nel nord-ovest di Washington, acquistò una seconda casa a Point Loma, in California.
Anders successivamente fondò la William A. Anders Foundation, un'organizzazione filantropica a beneficio di questioni educative e ambientali. Fondò anche l'Heritage Flight Museum nel 1996 a Bellingham, Washington, trasferito nel 2014 allo Skagit Regional Airport a Burlington, Washington. Il museo venne gestito dalla famiglia Anders, con Anders come presidente, sua moglie Valerie come segretaria, il figlio Greg come vicepresidente, direttore esecutivo e webmaster, e il figlio Alan come vicepresidente e direttore della manutenzione. Anders fu il presidente del museo fino al 2008.
Anders morì il 7 giugno 2024, all'età di 90 anni, in un incidente aereo tra Jones Island e Orcas Island. L'aereo fu visto tuffarsi in un piccolo canale tra le due isole e poi affondare dopo aver preso fuoco. Il figlio di Anders, Greg, confermò che l'incidente avvenne mentre suo padre stava pilotando un aereo T-34 di proprietà dell'Heritage Flight Museum. Al momento della sua morte, Anders aveva accumulato oltre 8.000 ore di volo, a partire dalla sua carriera nell'aeronautica.

## Vita privata
William Anders si sposò nel 1955 con Valerie Hoard con la quale ebbe sei figli.

## Riferimenti nella cultura di massa

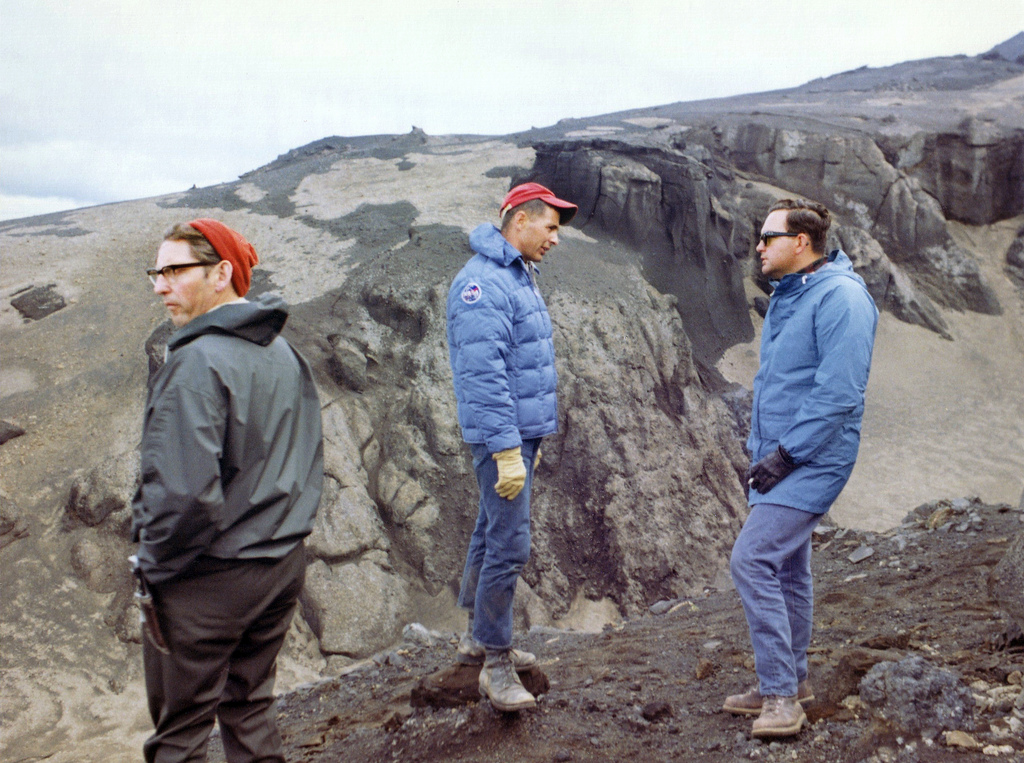
Il geologo islandese Sigurður Þórarinsson, Bill Anders e il dottor Ted H. Foss durante un corso di geologia in Islanda nel 1967

Robert John Burke interpretò Anders nella miniserie della HBO del 1998 Dalla Terra alla Luna. Anders apparve nei panni di sé stesso nel documentario del 2005 Race to the Moon, che fu mostrato come parte della serie televisiva PBS American Experience. Il film, ribattezzato Earthrise: The First Lunar Voyage nel 2013, parlava degli eventi che portarono alla missione Apollo 8.
Fu intervistato in un capitolo del libro No More Worlds to Conquer del 2015 di Chris Wright. Il capitolo è diviso più o meno equamente tra la sua vita nel programma Apollo e la sua successiva vita aziendale. La copertina del libro è l'immagine di Earthrise. Apparve con gli altri astronauti Frank Borman e Jim Lovell nella recensione del libro del canale C-SPAN, Rocket Men. Confermò la storia di essersi addormentato mentre aspettava il lancio dell'Apollo 8.